# Тарниця (Опольське воєводство)
Тарниця (пол. Tarnica, нім. Tarnitze) — село в Польщі, у гміні Немодлін Опольського повіту Опольського воєводства.
Населення — 112 осіб (2011).

## Демографія
Демографічна структура станом на 31 березня 2011 року:
|          | Загалом | Допрацездатний вік | Працездатний вік | Постпрацездатний вік |
| -------- | ------- | ------------------ | ---------------- | -------------------- |
| Чоловіки | 58      | 14                 | 41               | 3                    |
| Жінки    | 54      | 12                 | 34               | 8                    |
| Разом    | 112     | 26                 | 75               | 11                   |